# Michael R. Long
Michael R. Long (1 de febrero de 1940 – 24 de julio de 2022)fue un político estadounidense del estado de Nueva York. Se desempeñó como presidente del Partido Conservador del Estado de Nueva York desde diciembre de 1988 hasta enero de 2019. Anteriormente, Long representó al distrito general de Brooklyn en el Concejo Municipal de la Ciudad de Nueva York desde 1981 hasta 1983.

## Primeros años
Hijo de Myra y Michael Long, Long nació en Brooklyny se crio en el sur de Queens. Asistió a Richmond Hill High School, pero abandonó el 12.º grado en 1959 para unirse al Cuerpo de Marines de los Estados Unidos. Long sirvió en los Marines hasta recibir una baja honorable en 1961.

## Carrera política
Long representó al distrito general de Brooklyn en el Concejo Municipal de la Ciudad de Nueva York desde 1981 hasta 1983.En 1985, Long se postuló sin éxitocontra el concejal en funciones Sal Albanese en el Distrito 31 (Bay Ridge); ese escaño había sido previamente ocupado por el republicano Angelo J. Arculeo.
Long se convirtió en presidente del Partido Conservador del Estado de Nueva York en 1988.

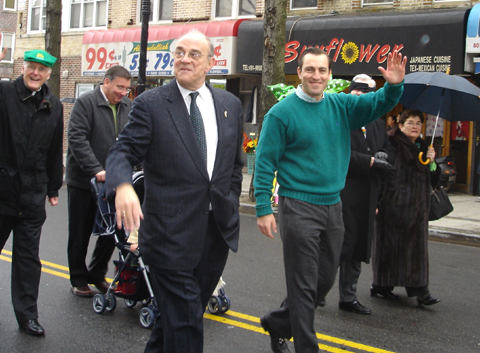
Long junto a Vito Fossella en el Desfile del Día de San Patricio en Brooklyn en 2006.

Long fue mencionado en el libro Ladies and Gentlemen, The Bronx Is Burning, que documenta la elección para la alcaldía de la ciudad de Nueva York de 1977; la primera edición del libro acusaba al entonces candidato a alcalde (y futuro gobernador de Nueva York) Mario Cuomo de haber golpeado a Long con un puñetazo. Long afirmó que el incidente fue exagerado, y ediciones posteriores del libro corrigieron el relato.

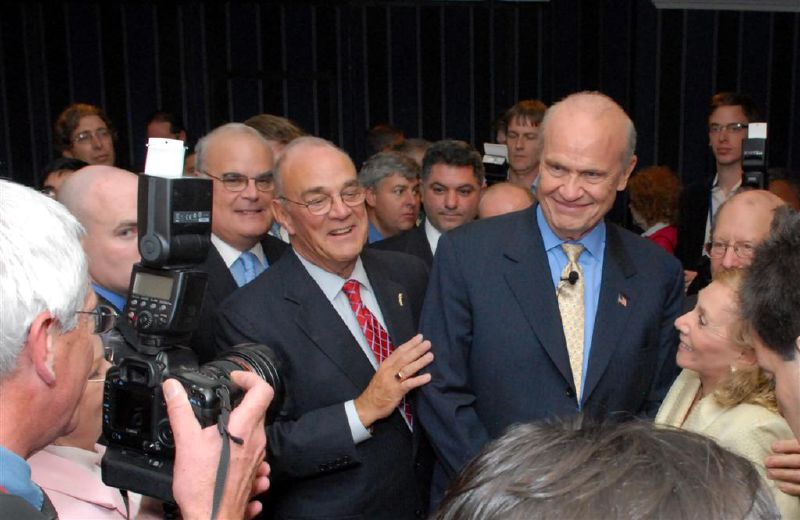
Long junto a Fred Thompson en 2007.

En 1999, Long declaró que si llegaba a ceder en el tema del aborto tardío (el cual el Partido deseaba prohibir), no podría "dormir por la noche ni mirarse al espejo".Opositor vocal y activo del matrimonio entre personas del mismo sexo en el Estado de Nueva York, Long afirmó en mayo de 2011 que ningún candidato que apoyara el matrimonio gay sería permitido postularse en la línea del Partido Conservador durante las elecciones.
Long anunció su retiro de la presidencia del Partido Conservador el 28 de enero de 2019.
En febrero de 2019, Long afirmó de manera incorrecta que, bajo la recién aprobada Ley de Salud Reproductiva de Nueva York, "si el bebé nacía con vida, simplemente dejarían que muriera".

## Vida personal
En 1963, Long se casó con Eileen Dougherty, con quien tuvo nueve hijos.Long era católico romano.Su casa en Breezy Point, Queens, se incendió durante el huracán Sandy en octubre de 2012.
Long fue el antiguo propietario de Long's Wines and Liquors en Brooklyn.Su hermano, Thomas Long, ha sido presidente del capítulo del Partido Conservador en el condado de Queens.
Long falleció por insuficiencia renal en su casa en Queens el 24 de julio de 2022, a los 82 años.